# Tanjung Kasau
Tanjung Kasau is een bestuurslaag in het regentschap Batu Bara van de provincie Noord-Sumatra, Indonesië. Tanjung Kasau telt 862 inwoners (volkstelling 2010).